# Lavamünder Bahn

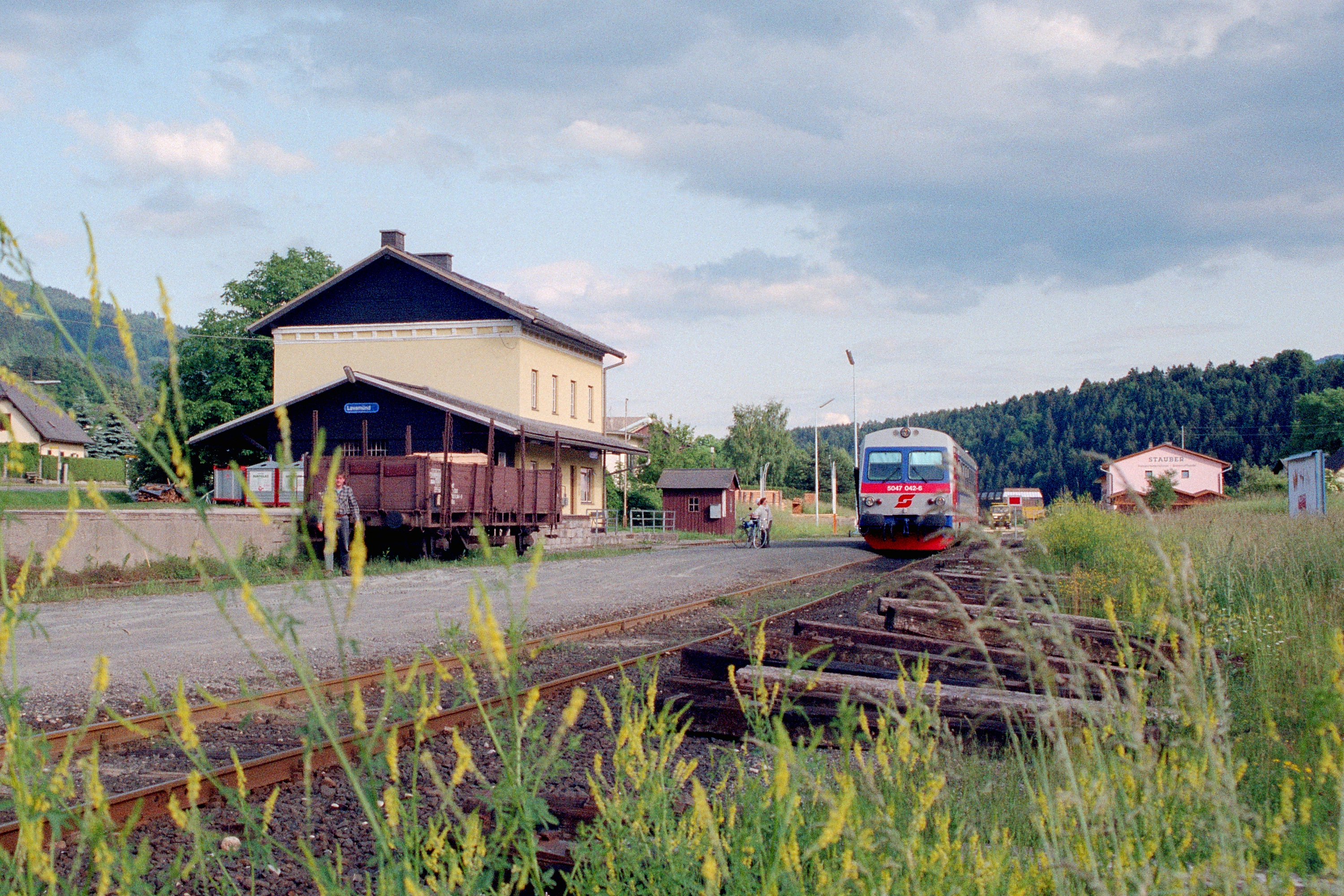
Bahnhof Lavamünd und ein Triebwagen der Reihe 5047 (Juni 1992)

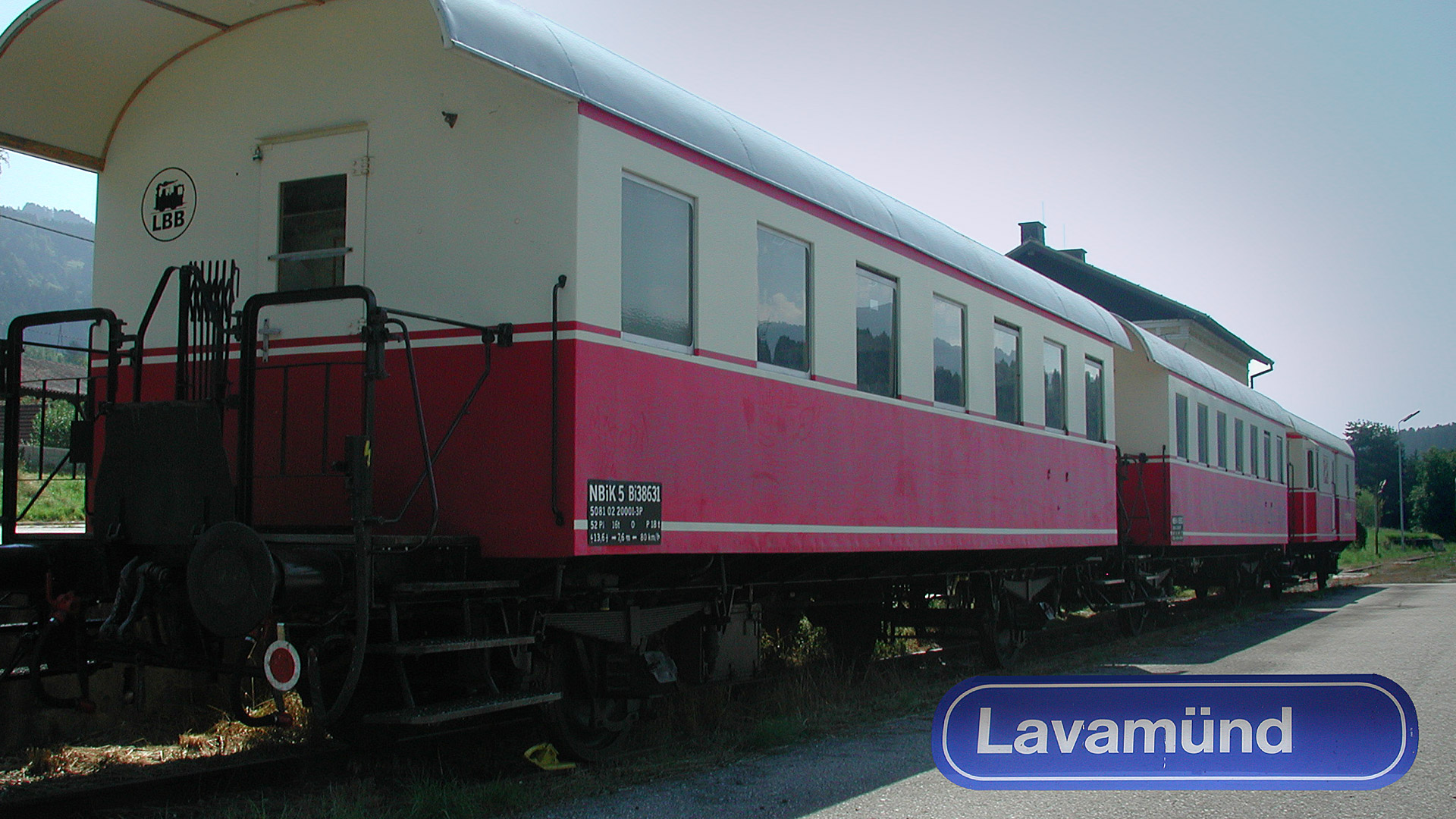
Zweiachsergarnitur der NBiK im Bahnhof Lavamünd

Die Lavamünder Bahn (LBB) verkehrte auf der Strecke Lavamünd–St. Paul im Lavanttal, einem Teil der Lavanttalbahn als Nostalgiebahn mit gelegentlichem Güterverkehr seit 2004.
Die Lavanttalbahn führte ursprünglich bis Dravograd (Unterdrauburg) im heutigen Slowenien, wo sie an die Drautalbahn Klagenfurt-Maribor anschloss.
Die Lavanttalbahn wurde infolge des Ersten Weltkrieges und der neuen Grenze unterbrochen, was einen umständlichen Korridorverkehr nötig machte. Durch die Jauntalbahn zwischen St. Paul und Bleiburg wurde 1964 wieder ein inländischer Anschluss der Lavanttalbahn an die Drautalbahn geschaffen. Die Lavamünder Bahn blieb beinahe nutzlos zurück.
2015 wurde die Trasse an ein deutsches Verwertungsunternehmen für Bahnanlagen verkauft und die Geleise im Februar und März 2016 abgetragen. Danach und nach der Rekultivierung soll die Trasse der Bahn an Anrainer und Gemeinden verkauft werden.

## Geschichte
Am 1. Juli 1878 wurde der Bau der Eisenbahnlinie von Wolfsberg nach Unterdrauburg begonnen. Dafür waren Gesamtbaukosten von 2,4 Millionen Gulden erforderlich. Die feierliche Eröffnung erfolgte am 4. Oktober 1879. Die Strecke führte von Unterdrauburg über Lavamünd, Ettendorf, St. Paul, St. Andrä und St. Stefan nach Wolfsberg. Der Verkehr nach Unterdrauburg wurde 1965 eingestellt, die Personenbeförderung zwischen St. Paul und Lavamünd im Jahr 1997. Das endgültige Aus auch für den Güterverkehr kam 2001.
Im Jahr 2002 gründeten vier Unternehmen und die Marktgemeinde Lavamünd die Lavamünder Bahn- und Betriebs GesmbH (LBB). Ziel dieser Gesellschaft war es, den Bahnbetrieb auf der Strecke Lavamünd – St. Paul wieder aufzunehmen. Nach intensiven Vorbereitungen und dank funktionierender Zusammenarbeit zwischen privater und öffentlicher Hand wurde der Bahnbetrieb mit der Eröffnungsfeier am 26. Oktober 2002 aufgenommen. Er erwies sich nicht auf Dauer erfolgreich, die Betriebsgesellschaft wurde stillgelegt, ihr Sitz nach Graz übertragen.
Sonderfahrten der Lavamünder Bahn auf Bestellung waren möglich, als Attraktionen galten die Amateurlokführerfahrten mit der Diesellok 383.10.

## Ehemalige Betreibergesellschaft
- Unternehmensbezeichnung: Lavamünder Bahn Betriebs GmbH (LBB);
- Form: Gesellschaft mit beschränkter Haftung, Firmenbuch Nummer 222739h Landesgericht für Zivilrechtssachen Graz (bis 2012: Landesgericht Klagenfurt).
- Sitz und Gründungsjahr: Lavamünd, April 2002, mit 14. August 2012 Verlegung des Sitzes nach Graz
- Gesellschafter: Graz-Köflacher Bahn- und Busbetrieb GmbH – GKB; bis 2011: Marktgemeinde Lavamünd, Fa. Cimenti KG, Fa. Waldland Staudacher, Bahn und MuseumsgesmbH Ferlach, Staudacher & Co. Holzverwertung[3][2]